# Jessup-Malik-Abkommen
Das Jessup-Malik-Abkommen war ein Abkommen der alliierten Besatzungsmächte in Deutschland – USA, UdSSR, Großbritannien und Frankreich – vom 4. Mai 1949 zur Beendigung der Blockade West-Berlins.

## Inhalt des Abkommens
Das Jessup-Malik-Abkommen wurde von Philip Jessup für die USA und Jakow Alexandrowitsch Malik für die UdSSR unterzeichnet. Es beruhte auf nicht-öffentlich seit Mitte Februar 1949 zwischen beiden Diplomaten im Auftrag ihrer Staaten geführten Verhandlungen und enthielt die Verpflichtung, alle gegenseitigen Beschränkungen der Alliierten für den Verkehr, Handel und Transport zwischen der Ostzone einerseits und den Westzonen einschließlich Berlin andererseits aufzuheben. Es beinhaltete in seinen ersten beiden Paragrafen die Beendigung der von der UdSSR ab dem 24. Juni 1948 gegen die Westsektoren Berlins verhängten Wirtschaftssanktionen und ebenso jener Maßnahmen innerhalb der von den Westmächten an gleichem Tag eröffneten Gegenblockade gegen die sowjetische Zone, einschließlich der Einstellung aller Lieferungen vor allem von wichtigen Rohstoffen und Produkten wie Steinkohle und Stahl aus den Westzonen in die Ostzone und der Beschränkungen für den innerdeutschen Warenverkehr.
In einem dritten Paragrafen erfolgte eine Vereinbarung, am 23. Mai 1949 auf einer Konferenz des Außenministerrates in Paris „Deutschland betreffende Fragen“ zu erörtern. Weitere Festlegungen beispielsweise über die Verkehrswege zwischen den Zonen gab es nicht.